# Trilogia arazzi fiamminghi della basilica di Santa Maria Maggiore
La trilogia arazzi fiamminghi della basilica di Santa Maria Maggiore sono un ciclo di tre arazzi conservati a ornamento delle pareti della basilica di Santa Maria Maggiore di Bergamo.

## Storia
Agli inizi dell'XI secolo era nata la moda di realizzare manufatti in lana per coprire le pareti e le panche che si presentavano usurate e rovinate, realizzati su disegni preparatori, anche di artisti importanti, opere che veniva a volte acquistate e a volte solo prese per un certo periodo in affitto e riconsegnate all'arazziere. Con il tempo divennero forme di arredo murale stabile.
 

Nel Seicento la basilica mariana di Bergamo, fu completamente rimodernata con nuovi decori e stucchi e per la necessità di coprire le pareti dagli antichi affreschi non più rispondenti alle mode del tempo, e forse pdeteriorari e persi, furono commissionati e acquistati gli arazzi. L'archivio della fondazione MIA conserva documenti che già nel 1449 indicavano la volontà di completare la chiesa mariana con questa nuova forma di arredo: «quatuor banchaleria viridia figurata seu vergata», così come nell'inventario del 1521 viene indicata la presenza di “spalere”. 
(Angelo Meli 1962)

Negli ultimi decenni del XVI secolo, i sindaci della congregazione della Misericordia Maggiore, che gestivano il patrimonio della chiesa, volendo trovare la soluzione ottimale per coprire le parti usurate delle spalliere e di decorare la basilica mariana almeno durante particolari festività liturgiche, ne decisero l'acquisto: 
(29 gennaio 1580- Archivio della Fondazione MIA)
La chiesa si presenta con le pareti quasi completamente coperte da arazzi del XVII secolo.
Il ciclo delle storie di Maria e gli arazzi fiamminghi che si dividono in due gruppi: quelli a carattere profano, e la trilogia a carattere sacro realizzata alla fine del Seicento, rispondente alle indicazioni dei sindaci della fondazione MIA.
Nella parete di fronte all'altare maggiore fu nel 1681 posto il grande dipinto di Luca Giordano Passaggio del mar Rosso, si decise quindi di ultimare i decori di quella parte della navata centrale, e in questa parte fu posto il più grande arazzo, quello della Crocifissione. 
Del trittico, l'arazzo della Crocifissione (4,80x9,30), conserva sul lembo inferiore destro, l'epigrafe: “L. VAN SCHOOR INV. ET PINX. E JOANNES REGHELBRUGGHE”: «Il […] sottoposto arazzo della Crocifissione di Cristo fu fatto in Anversa da Gio Reghelbrugge sull'esemplare dipinto a olio di L. Vanschoor della detta Città. Nelle solennità se ne espongono altri due degli tessi autori […]» Serve considerare che ad Anversa vivevano due bergamaschi Giovanni Antonio d'Andrea e Giovanni Andrea Asperti che furono incaricati di contattare i pittori e gli arazzieri per la realizzazione del trittico.  Nel 1696 furono quindi contatati il Van Schoor e il Reghelbrugghe e già nel settembre arrivavano a Bergamo i modelli di due arazzi. Il 13 dicembre 1698 avvenne la consegna della tappezzeria: «sotto il 20 luglio asicurati Peller e Biattis di Norimberga d'ordine e conto di d.o S.r Asperti a disposizione del Sig.r Giac.o Asperti». Il lavoro risulta esser stato liquidato il 4 settembre 1698. I tre arazzi giunsero a Berfamo attraverso Anersa, Chiavenna, Brivio e finalmente a Bergamo.
I tre arazzi venivano esposti solo durante le grandi solennità compresi i cartoni preparatori che furono inseriti in particolari cornici realizzate da un certo Giacomo Chiepati. Documentata già nel 1850 un primo restauro all'arazzo della Crocifissione.

## Descrizione
L'arazzo raffigurante la Crocifissione di Cristo di grandi dimensioni e presenta assonanze con opere rubensiane dall'intensità cromatica. La parte superiore raffigura un cielo tempestoso che copre la scena delle tre croci molto animata di personaggi. L'intensità e la vivacità dei colori sono un punto di forza dell'opera. Dal manto azzurro intenso della Vergine, al rosa dell'abito della Maddalena posta ai piedi della croce. 
L'arazzo è completo di un grande contorno realizzato su disegno di Alvise Cima, raffigurante putti e festoni di fiori di scuola barocca, che fu poi riportato sui cartoni da Louis Van Schoor e consegnati all'arazziere Reghelbrugge che realizzò l'arazzo. Il fregio riprende i contorni delle tele dell'Allori.
Gli altri due arazzi raffigurano Immacolata e Mosè nel rovereto.